# کیست کلیه

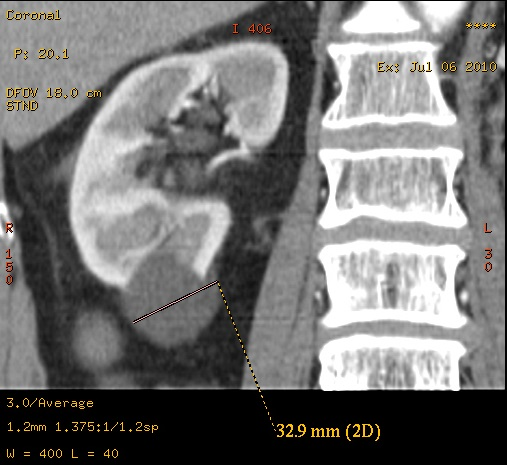
کیست کلیوی ساده

کیست کلیوی یک کیسه پر از مایع است که بر روی کلیه یا درون آن تشکیل می‌شود.
در برخی موارد، کیست‌های کلیه با اختلالات جدی همراه است که ممکن است سبب اختلال عملکرد کلیه گردد. اما معمولاً کیست‌های کلیه نوعی کیست غیر سرطانی هستند؛ و بر اساس طبقه‌بندی بوسنیاک انواع مختلفی وجود دارد. اکثر آن ها کیستهای خوش‌خیم و ساده هستند که می‌توانند تحت کنترل قرار گیرند و به آنها مداخله نشود. با این حال، بعضی از آنها سرطانی هستند یا به سرطان مشکوک هستند و معمولاً در یک عمل جراحی به نام نفرکتومی برداشته می‌شوند.
کیست‌های کلیوی زیادی در بیماری‌های کلیوی دیده می‌شود که شامل بیماری کلیه پلی کیستیک و کلیه اسفنجی مدولاری است.

## طبقه‌بندی
کیست کلیه با استفاده از سیستم طبقه‌بندی بوسنیاک توسط ریسک بدخیمی طبقه‌بندی می‌شود. این سیستم توسط مورتون بوسنیاک، عضو هیئت علمی مرکز پزشکی لانگون دانشگاه نیویورک در شهر نیویورک ایجاد شده‌است.
طبقه‌بندی بوسنیاک کیست کلیه را به پنج گروه طبقه‌بندی می‌کند.

## دسته اول
کیست ساده خوش‌خیم با دیواره نازک و بدون سپتا، کلسیفیکاسیون یا اجزای جامد، و تراکم ۰–۲۰ هاونسفیلد (HU) (تقریباً برابر با آب) دارد. در چنین مواردی، یک سی تی اسکن بدون کنتراست وریدی برای طبقه‌بندی کافی است. با این وجود، اگر یک CT کنتراست انجام شود، یک کیست دسته اول نباید پیشرفت قابل توجهی را نشان دهد، که می‌تواند به عنوان افزایش کمتر از ۱۰ HU در نظر گرفته شود.

## عوامل ایجادکننده
نوع ارثی آن که اتوزومال می‌باشد و کیست کلیه جوانان نامیده می‌شود و ۹۰ درصد، از این نوع کیست هستند. فردی که پدر یا مادر وی مبتلا به بیماری کیست کلیه باشد، ۵۰ درصد شانس ابتلا به این نوع کیست را خواهد داشت. معمولاً علائم در ۳۰ یا ۴۰ سالگی خود را نشان می‌دهد.

## نشانه‌ها
کیست‌های کلیه معمولاً علامتی ندارند. در برخی موارد، به دلیل فشار کیست‌های بزرگ بر روی اندام‌های دیگر، ممکن است بیمار دردی بین دنده‌ها و لگن خود احساس کند. گاهی کیست کلیه ممکن است عفونی شده و باعث تب، درد و حساسیت به لمس شدن ناحیه کلیه گردد.
بسیاری از افراد مبتلا به کیست کلیه، سالها ممکن است بدون علامت باشند. کیست باید به حدی بزرگ شود که باعث علائم زیر شوند.
- درد و حساسیت در شکم
- خون در ادرار
- تکرر ادرار
- درد پهلوها
- سنگ کلیه
- درد یا احساس سنگینی در پشت
- خستگی
- درد مفاصل
- فشارخون
- عفونت کلیه

## تشخیص
کیست پیشرفته می‌تواند بیشتر با سونوگرافی داپلر مورد ارزیابی قرار گیرد، و برای طبقه‌بندی بوسنیاک و پیگیری کیست‌های پیچیده، از اولتراسوند تقویت شده با کنتراست (CEUS) یا CT کنتراست استفاده می‌شود.
سونوگرافی
سونوگرافی شکم می‌تواند تصاویری را از کل دستگاه ادراری ارائه دهد. با استفاده از این تصاویر می‌توان کیست‌های بی‌ضرر را از مشکلات دیگر کلیه تشخیص داد.
سی‌تی‌اسکن
تصاویر سی‌تی‌اسکن می‌تواند وجود کیست و تومور را در کلیه نشان دهد.
ام.آر. آی
تصاویر ام.آر. آی نیز مانند سی‌تی‌اسکن می‌تواند وجود کیست و تومور را در کلیه نشان دهد.

## همه‌گیرشناسی
تا ۲۷ درصد از افراد بالاتر از ۵۰ سال ممکن است کیست ساده کلیوی داشته باشند که علامتی ایجاد نمی‌کند.